# Ticonderoga (lớp tàu tuần dương)
Lớp tàu tuần dương mang tên lửa dẫn đường Ticonderoga là một lớp tàu chiến của Hải quân Hoa Kỳ, lần đầu được đặt hàng và sử dụng vào năm năm 1978. Tàu tuần dương lớp Ticonderoga được trang bị radar mảng pha bị động và ban đầu được thiết kế là một lớp tàu khu trục. Tuy nhiên, nhờ khả năng chiến đấu được tăng lên nhờ Hệ thống chiến đấu Aegis và hệ thống radar AN/SPY-1, cùng với khả năng hoạt động như một soái hạm, nên nó đã được thay đổi phân loại từ DDG (tàu khu trục tên lửa dẫn đường) thành CG (tàu tuần dương mang tên lửa dẫn đường) ngay trước khi đặt lườn cho 2 tàu Ticonderoga và Yorktown .
Ticonderoga là lớp tàu chiến đa nhiệm. Hệ thống phóng thẳng đứng Mk 41 của nó có thể phóng tên lửa hành trình Tomahawk để tấn công các mục tiêu chiến lược hoặc chiến thuật hoặc phóng tên lửa phòng không RIM-66 Standard để chống lại máy bay và tên lửa chống hạm. Hệ thống LAMPS III được lắp đặt trên trực thăng và sonar cho phép nó thực hiện nhiệm vụ chống ngầm. Các tàu lớp Ticonderogađược thiết kế để trở thành một phần của nhóm tác chiến tàu sân bay hoặc các nhóm tác chiến đổ bộ, cũng như thực hiện các nhiệm vụ như phong tỏa hoặc hộ tống. Với việc được nâng cấp hệ thống radar mảng pha AN/SPY-1 và trọng tải tên lửa được tăng lên như một phần của Hệ thống phòng thủ tên lửa đạn đạo Aegis, các tàu của lớp này trong các cuộc thử nghiệm đã nhiều lần chứng tỏ khả năng của mình trong việc sử dụng các tên lửa chống tên lửa đạn đạo và tên lửa chống vệ tinh.
Trong số 27 tàu đã hoàn thành, 19 chiếc được đóng bởi Ingalls Shipbuilding và tám chiếc do Bath Iron Works (BIW) đóng. Tất cả ngoại trừ tàu Thomas S. Gates trong số các tàu trong lớp đều được đặt tên theo các sự kiện đáng chú ý trong lịch sử quân sự Hoa Kỳ và ít nhất 12 tàu có chung tên với các tàu sân bay thời thế chiến 2. Tính đến năm 2020, 22 tàu vẫn đang hoạt động và dự kiến sẽ phục vụ trong 35 năm kể từ khi đưa vào vận hành.

## Lịch sử
Lớp Ticonderoga ban đầu được đặt hàng là tàu khu trục tên lửa dẫn đường, với tên định danh là DDG-47. Những con tàu này được thiết kế để trở thành bệ đỡ chi phí thấp hơn cho hệ thống chiến đấu Aegis mới bằng cách gắn hệ thống này lên thân tàu dựa trên cơ sở của tàu khu trục lớp Spruance. Chúng sẽ bổ sung cho thiết kế Strike Cruier (CSGN) lớn hơn và có khả năng hơn nhiều.  Với việc hủy bỏ Strike Cruiser cũng như thu nhỏ thay thế CGN-42 (lớp tàu tuần dương Virginia), một số yêu cầu đã được chuyển sang DDG-47, và lớp này cuối cùng được tái chỉ định là tàu tuần dương tên lửa dẫn đường, CG-47, để phản ánh các khả năng bổ sung của hạm. Các tàu thuộc lớp từ CG-52 trở đi được trang bị hệ thống phóng thẳng đứng Mk. 41.
Do hệ thống chiến đấu Aegis và các vai trò tuần dương bổ sung tăng thêm trọng lượng đáng kể cho thân tàu được chế tạo từ Spruance, thiết kế có tiềm năng phát triển hạn chế về trọng lượng và biên lực. Trong những năm 1980, một nghiên cứu thiết kế được gọi là Cruiser Baseline (CGBL) đã được tạo ra để phù hợp với khả năng của CG-52 (tàu trang bị Mk. 41 thuộc lớp Ticonderoga) trên thân tàu với các kỹ thuật thiết kế và xây dựng phù hợp với DDG-51 (Tàu khu trục lớp Arleigh Burke) để cải thiện khả năng sống sót và trọng lượng cho phép.

### Đề xuất nghỉ hưu sớm
Do Đạo luật Kiểm soát Ngân sách năm 2011 yêu cầu cắt giảm Ngân sách Quốc phòng cho năm 2013 và những năm tiếp theo, các kế hoạch đã được xem xét để ngừng hoạt động một số tàu tuần dương lớp Ticonderoga. Đối với Đề xuất Ngân sách Quốc phòng 2013 của Hoa Kỳ, Hải quân Hoa Kỳ sẽ cho ngừng hoạt động sớm 7 tàu tuần dương trong các năm tài chính 2013 và 2014.
Do những lần nghỉ hưu này, Hải quân Hoa Kỳ dự kiến sẽ không đáp ứng đủ yêu cầu về 94 tàu tuần dương và tàu khu trục phòng thủ tên lửa bắt đầu từ năm 2025 và tiếp tục sau khi kết thúc giai đoạn kế hoạch 30 năm. Mặc dù đây là một yêu cầu mới kể từ năm 2011 và Hải quân Mỹ trong lịch sử chưa từng có nhiều lực lượng tác chiến mặt nước trang bị tên lửa lớn như vậy, nhưng sự thành công tương đối của hệ thống phòng thủ tên lửa đạn đạo AEGIS đã chuyển yêu cầu an ninh quốc gia này sang Hải quân Mỹ. Các nhà phê bình cho rằng việc cho nghỉ hưu sớm các tàu tuần dương này sẽ khiến hạm đội tàu của Hải quân nước này quá nhỏ so với nhiệm vụ quốc phòng của quốc gia khi Mỹ ban hành chính sách "xoay trục" sang Tây Thái Bình Dương, nơi chủ yếu là hàng hải. Hạ viện Hoa Kỳ đã thông qua dự luật ngân sách yêu cầu các tàu tuần dương này phải được trang bị lại để đảm nhiệm vai trò phòng thủ tên lửa.
Đến tháng 10 năm 2012, Hải quân Hoa Kỳ đã quyết định không cho nghỉ hưu sớm bốn trong số các tàu tuần dương để duy trì quy mô của hạm đội. Bốn tàu tuần dương lớp Ticonderoga, cùng với 21 tàu khu trục lớp Arleigh Burke, dự kiến sẽ được trang bị cho các hoạt động chống tên lửa đạn đạo và chống vệ tinh.

### Các lần ngừng hoạt động đã lên lịch
Vào tháng 12 năm 2020, Báo cáo của Hải quân Hoa Kỳ trước Quốc hội về Kế hoạch Hàng năm Xây dựng Các Tàu Hải quân cho biết rằng các tàu sau đây đã được lên kế hoạch đưa ra khỏi Ủy ban trong Lực lượng Dự bị. 

#### 2022
San Jacinto (CG-56), Monterey (CG-61),
Hué City (CG-66), Anzio (CG-68),
Vella Gulf (CG-72), Port Royal (CG-73)

#### 2023
Bunker Hill (CG-52), Mobile Bay (CG-53)

#### 2024
Antietam (CG-54), Shiloh (CG-67)

#### 2026
Chancellorsville (CG-62)

## Thiết kế

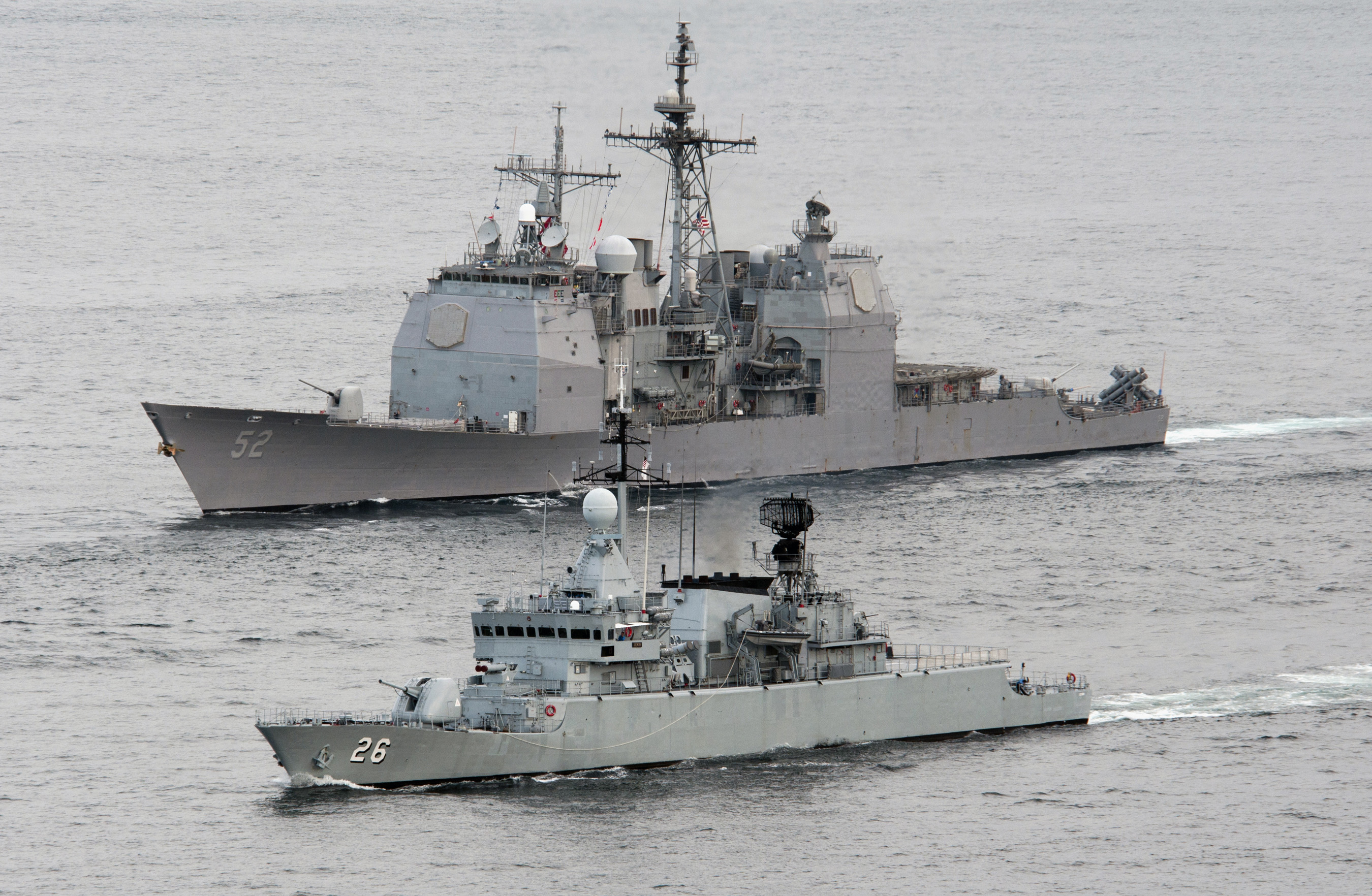
(rear) with Lekir of the Royal Malaysian Navy during a passing exercise in the Strait of Malacca

Thiết kế của tàu tuần dương lớp  Ticonderoga  dựa trên thiết kế của tàu khu trục lớp  Spruance . Lớp  Ticonderoga  đã giới thiệu một thế hệ tàu chiến tên lửa dẫn đường mới dựa trên trên radar Aegis mảng pha có khả năng đồng thời quét các mối đe dọa, theo dõi mục tiêu và dẫn đường cho tên lửa đánh chặn. Khi được thiết kế, chúng có thiết bị tác chiến điện tử mạnh nhất trong Hải quân Hoa Kỳ, cũng như hệ thống giám sát dưới nước tiên tiến nhất. Những con tàu này là một trong những lớp tàu chiến đầu tiên được chế tạo theo mô-đun, thay vì lắp ráp từ dưới lên.
Kích thước và trang bị lớn hơn trên các tàu chiến lớp CG-47 đã tăng lượng choán nước từ 6.900 tấn của tàu khu trục lớp DD-963 lên 9.600 tấn đối với tàu tuần dương nặng hơn. Các tàu tuần dương Aegis có thể hoạt động ở bất kỳ đại dương nào và tiến hành các hoạt động tác chiến đa năng ở bất cứ đâu. Một số tàu tuần dương đã báo cáo một số vấn đề về cấu trúc trong giai đoạn đầu phục vụ sau thời gian dài ở vùng biển cực lớn; chúng thường được sửa chữa từ cuối những năm 1980 đến giữa những năm 1990. Một số con tàu có vết nứt trên cấu trúc thượng tầng, đã được sửa chữa. 
Cấu trúc thượng tầng của những con tàu này là sự sửa đổi cấu trúc trên tàu khu trục lớp `` Spruance  và được yêu cầu hỗ trợ hai nhà boong (một nhà ở phía trước cho ăng-ten phía trước và phía sau) và nhà ở boong phía sau chứa ăng-ten phía sau và cổng mảng. Các tàu khu trục lớp Aegis `` Arleigh Burke  sau này được thiết kế từ cabin trở lên để mang các radar SPY-1D và tất cả chúng được tập trung lại trên boong trước, giúp tiết kiệm không gian và trọng lượng. và đơn giản hóa các yêu cầu làm mát. Thiết bị hỗ trợ radar gần nhau hơn, giảm thiểu việc chạy cáp và tập trung thiết bị hỗ trợ. 

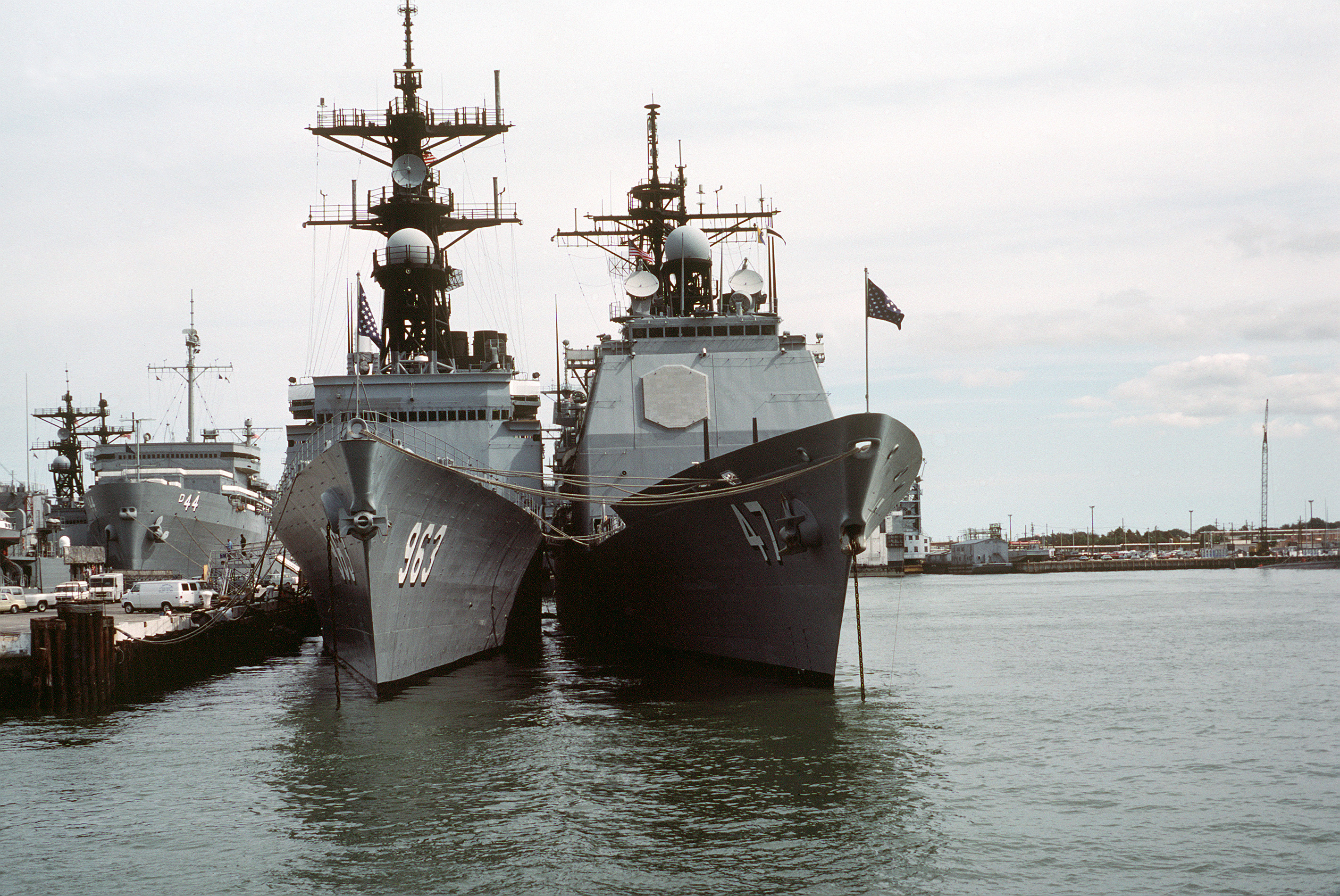
Ticonderoga–class cruisers were built on the same hull as the.

Nghiên cứu hoạt động được sử dụng để nghiên cứu yêu cầu nhân lực trên lớp Ticonderoga. Người ta thấy rằng bốn sĩ quan và 44 thủy thủ nhập ngũ có thể bị loại khỏi bổ sung của con tàu bằng cách loại bỏ các vị trí truyền thống đã bị lỗi thời. Tuy nhiên, việc tiết kiệm nhân lực đạt được bằng cách loại bỏ hệ thống tên lửa dẫn đường Mk 26 rất tốn nhân lực và thay thế nó bằng Hệ thống phóng thẳng đứng MK 41 (VLS) có khả năng và linh hoạt hơn khó có thể cạnh tranh với hệ thống súng Mk 45 127 mm (5 "). Tuần dương hạm Aegis cùng với lớp Zumwalt, là những tàu chiến trên mặt nước duy nhất trong hạm đội có thể sử dụng đồng thời hai pháo cỡ nòng lớn.

### Hệ thống phóng thẳng đứng

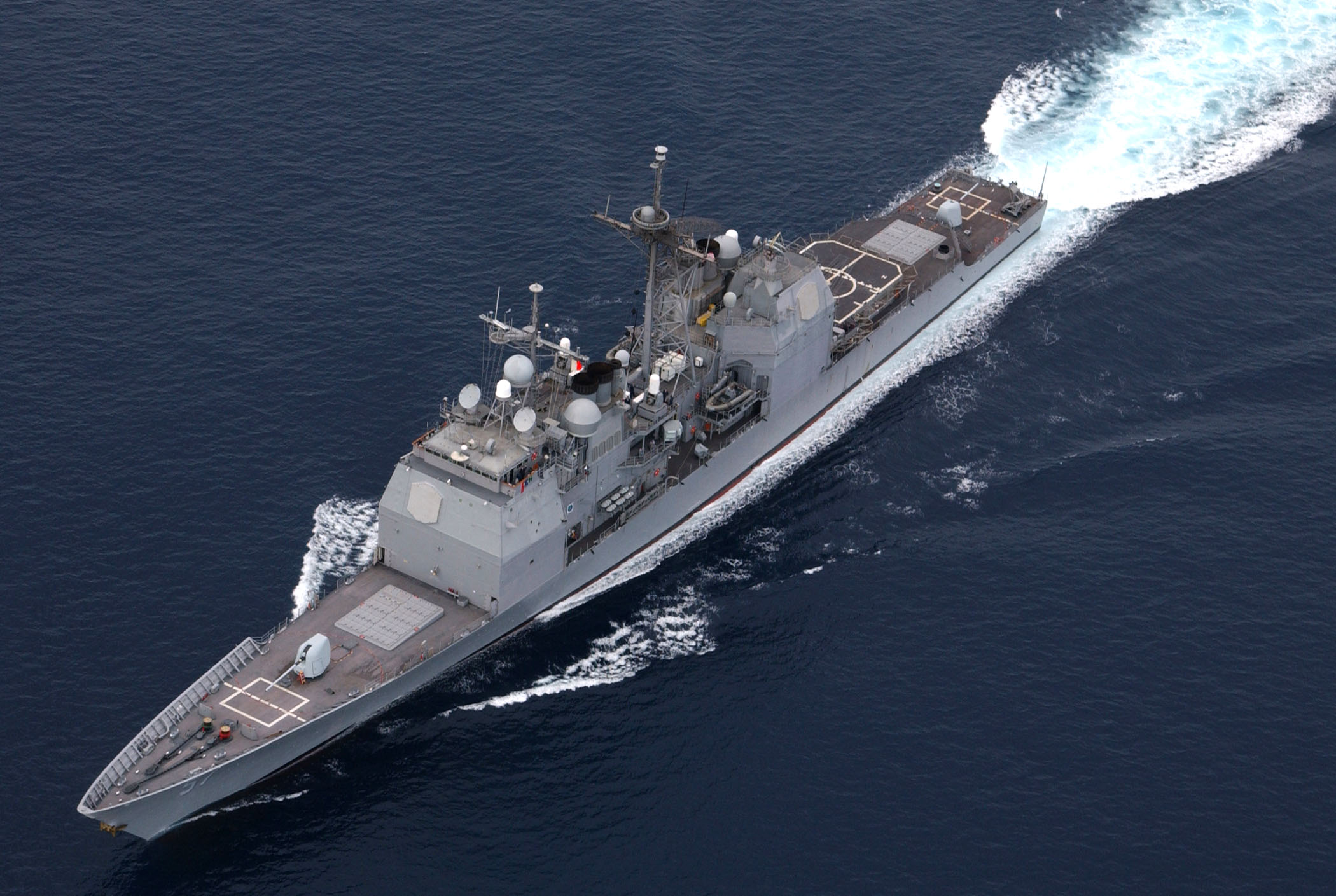
An overhead view of the Ticonderoga class, with VLS visible fore and aft as the gray boxes near the bow and stern of the ship.

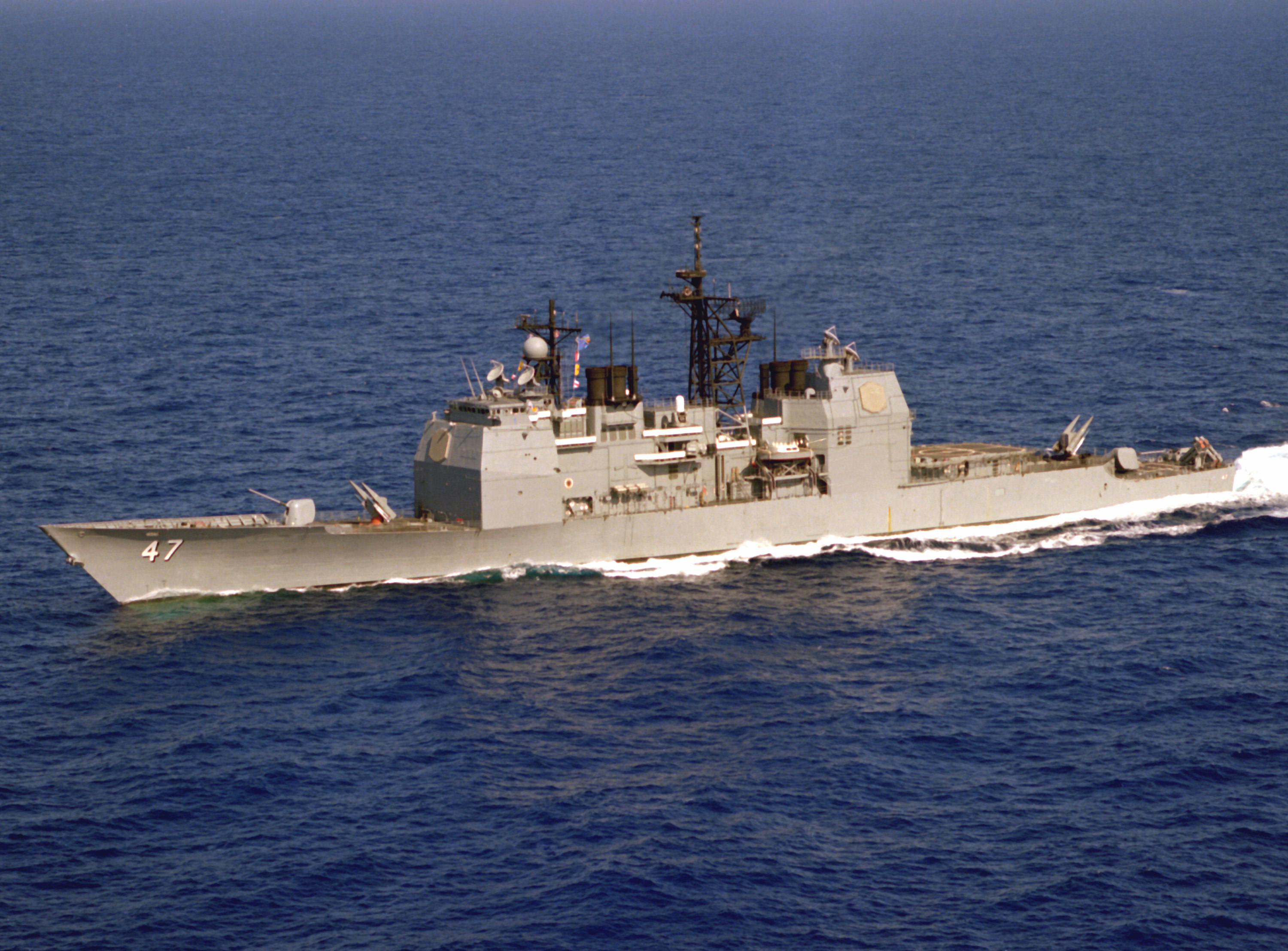
The older with the pre-VLS twin-arm launchers visible fore and aft.

Ngoài khả năng radar được bổ sung, các tàu lớp  Ticonderoga  được đóng sau USS  Thomas S. Gates  bao gồm hai bao gồm tên lửa hành trình Tomahawk, tên lửa đất đối không Standard, tên lửa đất đối không Evolved Sea Sparrow và hệ thống chống tàu ngầm ASROC (ASW) mang tên lửa dẫn đường. Quan trọng hơn, VLS cho phép tất cả các tên lửa ở chế độ chờ hoàn toàn tại bất kỳ thời điểm nào, rút ngắn thời gian phản ứng của tàu chiến trước khi khai hỏa. Năm con tàu ban đầu ( Ticonderoga ,  Yorktown ,  Vincennes ,  Valley Forge  và  Thomas S. Gates ) có ống phóng hai cánh Mark 26 hạn chế công suất tên lửa lên tới tổng cộng 88 tên lửa, và không thể bắn tên lửa Tomahawk. Sau khi Chiến tranh Lạnh kết thúc, khả năng thấp hơn của năm tàu chiến ban đầu đã hạn chế chúng thực hiện các nhiệm vụ gần vùng biển quê nhà của Hoa Kỳ.
Cơ số tên lửa tiêu chuẩn cho tàu tuần dương Ticonderoga là 80 SM-2 SAM, 16 rocket chống ngầm ASROC và 26 tên lửa hành trình Tomahawk.

### Nâng cấp
Ban đầu, Hải quân Hoa Kỳ dự định thay thế hạm đội tàu tuần dương tên lửa dẫn đường lớp Ticonderoga bằng các tàu tuần dương được sản xuất như một phần của chương trình tàu tuần dương tên lửa CG (X); tuy nhiên, việc cắt giảm ngân sách nghiêm trọng từ chương trình tác chiến mặt nước thế kỷ 21 cùng với chi phí ngày càng tăng của chương trình tàu khu trục tên lửa dẫn đường lớp Zumwalt đã khiến chương trình CG (X) bị hủy bỏ. Thay vào đó, các tàu tuần dương lớp Ticonderoga đã được thay thế bằng các tàu khu trục mang tên lửa dẫn đường lớp Flight III Arleigh Burke.
Tất cả năm chiếc tuần dương hạm hai cánh (Mk-26) đều đã ngừng hoạt động. Năm 2003, 22 tàu mới hơn trong số 27 tàu (CG-52 đến CG-73) trong lớp đã được nâng cấp để phù hợp với chiến đấu, mang lại tuổi thọ cho các tàu là 35 năm. Trong những năm trước khi ngừng hoạt động, 5 tàu hai cánh được giao nhiệm vụ chủ yếu ở hải phận, hoạt động như tàu chỉ huy cho các phi đội tàu khu trục được phân công đến các khu vực phía đông Thái Bình Dương và tây Đại Tây Dương.
Tính đến tháng 7 năm 2013 12 tàu tuần dương đã hoàn thành nâng cấp thân tàu, cơ khí và điện (HM&E) và 8 tàu tuần dương đã được nâng cấp hệ thống chiến đấu. Chúng bao gồm nâng cấp hệ thống tính toán AEGIS với các máy tính và tủ thiết bị mới, nâng cấp hệ thống radar SPQ-9B giới thiệu khả năng tăng cường chỉ trong điều khiển tiếng súng, một số thông tin liên lạc dữ liệu sợi quang và nâng cấp phần mềm cũng như các sửa đổi đối với ngành dọc hệ thống phóng cho phép hai mô-đun 8 ô bắn RIM-162 ESSM. Các gói nâng cấp gần đây nhất sẽ bao gồm SM-6 và khả năng Kiểm soát Hỏa lực Tích hợp Hải quân - Phòng không (NIFC-CA). Một nâng cấp khác là cải tiến sonar SQQ-89A (V) 15 với một mảng kéo đa chức năng. Nâng cấp thân tàu, sonar, radar, hệ thống điện, máy tính và vũ khí có thể lên tới 250 triệu USD cho mỗi tàu.
Theo yêu cầu ngân sách năm 2015, Hải quân vạch ra kế hoạch vận hành 11 tàu tuần dương, trong khi 11 chiếc còn lại được nâng cấp theo tiêu chuẩn mới. Các tàu tuần dương được nâng cấp sau đó sẽ bắt đầu thay thế các tàu cũ hơn, sẽ được cho nghỉ hưu bắt đầu từ năm 2019. Điều này sẽ giữ lại một tàu tuần dương cho mỗi nhóm CVN để làm chỉ huy tác chiến trên không của nhóm, một vai trò mà các DDG không có đủ phương tiện. Các tàu khu trục Flight III Arleigh Burke được trang bị Radar phòng thủ tên lửa trên không cho phạm vi phủ sóng nâng cao, nhưng việc đặt radar trên các thân tàu DDG tiêu chuẩn không cho phép đủ chỗ cho nhân viên bổ sung và các cơ sở chỉ huy và điều khiển cho chỉ huy tác chiến trên không; DDG có thể được sử dụng về mặt chiến thuật để phòng không, nhưng chúng tăng cường CG cung cấp quyền chỉ huy và kiểm soát trong một nhóm chiến đấu và được sử dụng nhiều hơn cho các nhiệm vụ khác như bảo vệ các đơn vị hạm đội khác và giữ cho các tuyến đường biển thông thoáng. Quốc hội phản đối kế hoạch này với lý do tạo điều kiện cho các quan chức Hải quân cho nghỉ hưu hoàn toàn các con tàu sau khi hết hoạt động; Hải quân sẽ phải cho nghỉ hưu tất cả các tàu tuần dương khỏi hạm đội vào năm 2028 nếu tất cả vẫn được duy trì hoạt động, trong khi việc ngừng hoạt động một nửa và dần dần đưa chúng vào hoạt động có thể khiến 11 tàu tuần dương tồn tại từ năm 2035 đến năm 2045. Không có chương trình thay thế CG hiện tại, vì hầu hết kinh phí cam kết với tàu ngầm lớp Columbia, vì vậy công việc chế tạo tàu tuần dương mới dự kiến sẽ bắt đầu vào giữa những năm 2020 và bắt đầu được hoàn thiện vào giữa những năm 2030.

## Phục vụ

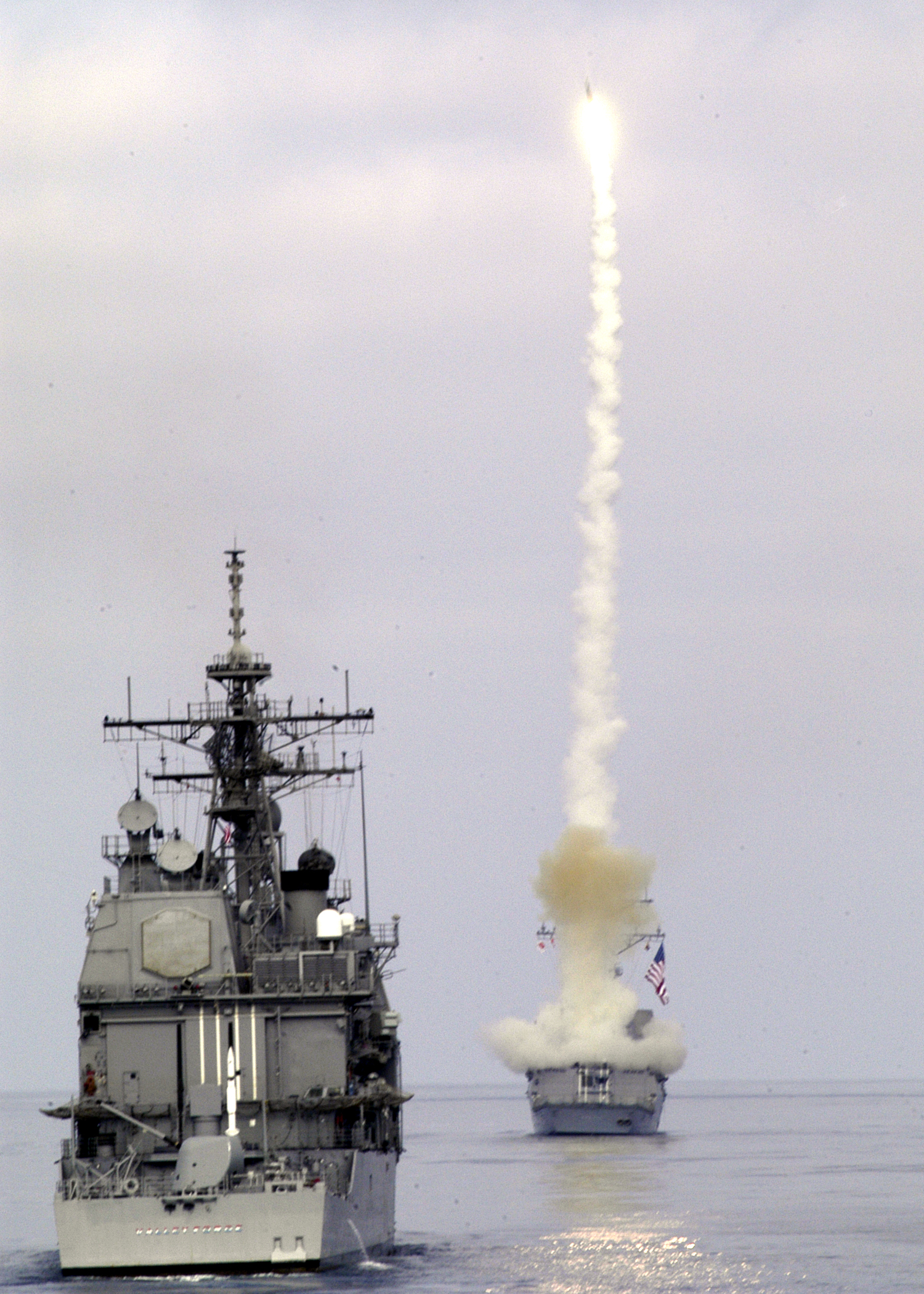
Tàu USS Shiloh (CG 67) bắn tên lửa đất đối không SM2 trong khi tiến hành các cuộc tập trận bắn tên lửa ngoài khơi bờ biển Nam California.

### Chuyến bay 655 của Hãng hàng không Iran bị bắn rơi
Một con tàu trong lớp, Vincennes, đã gây được tiếng vang vào năm 1988 khi, giữa một cuộc đọ súng với các pháo hạm của Lực lượng Vệ binh Cách mạng Iran, nó đã bắn hạ Chuyến bay 655 của Hãng hàng không Iran, khiến 290 dân thường thiệt mạng. Sĩ quan chỉ huy của USS Vincennes, William C. Rogers III, tin rằng chiếc máy bay là một máy bay chiến đấu F-14 Tomcat của Không quân Iran trên một đường tấn công, dựa trên các báo cáo sai lệch của radar. Báo cáo điều tra khuyến nghị nên thay đổi màn hình lớn AEGIS để cho phép hiển thị thông tin độ cao trên các ô và nghiên cứu các yếu tố gây căng thẳng đối với nhân viên sử dụng AEGIS

### Đánh chặn vệ tinh của Hoa Kỳ USA-193
Vào ngày 14 tháng 2 năm 2008, Bộ Quốc phòng Hoa Kỳ thông báo rằng USS Lake Erie (CG-70) đã chết trên vùng biển Bắc Thái Bình Dương ngay trước khi nó bốc cháy khi bay trở lại. Vào ngày 20 tháng 2 năm 2008, vào khoảng 22:30 EST (ngày 21 tháng 2, 03:30 UTC), một tên lửa SM-3 được bắn từ USS Lake Erie và tấn công vệ tinh. Quân đội dự kiến rằng động năng của tên lửa sẽ làm vỡ thùng nhiên liệu hydrazine, cho phép tiêu thụ nhiên liệu độc hại trong quá trình tái nhập. Bộ Quốc phòng xác nhận rằng thùng nhiên liệu đã bị trúng tên lửa trực tiếp.

## Những chiếc trong lớp
| Tên                                                 | Kí hiệu lườn tàu.                       | Hãng đóng tàu                           | Hạ thủy                                 | Ra mắt                                  | Nhập biên chế                           | Nghỉ hưu                                | Căn cứ                                  | Tình trạng                              |
| Biến thể phóng tên lửa hai cánh Mark-26             | Biến thể phóng tên lửa hai cánh Mark-26 | Biến thể phóng tên lửa hai cánh Mark-26 | Biến thể phóng tên lửa hai cánh Mark-26 | Biến thể phóng tên lửa hai cánh Mark-26 | Biến thể phóng tên lửa hai cánh Mark-26 | Biến thể phóng tên lửa hai cánh Mark-26 | Biến thể phóng tên lửa hai cánh Mark-26 | Biến thể phóng tên lửa hai cánh Mark-26 |
| --------------------------------------------------- | --------------------------------------- | --------------------------------------- | --------------------------------------- | --------------------------------------- | --------------------------------------- | --------------------------------------- | --------------------------------------- | --------------------------------------- |
| Ticonderoga                                         | CG-47                                   | Ingalls Shipbuilding                    | 21-1-1980                               | 25-4-1981                               | 22-1-1983                               | 30-9-2004                               |                                         | Tháo dỡ ở Brownsville, Texas, 2020      |
| Yorktown                                            | CG-48                                   | Ingalls Shipbuilding                    | 19-10-1981                              | 17-1-1983                               | 4-7-1984                                | 10-12-2004                              |                                         | Chờ tháo dỡ                             |
| Vincennes                                           | CG-49                                   | Ingalls Shipbuilding                    | 19-10-1982                              | 14-1-1984                               | 6-7-1985                                | 29-1-2005                               |                                         | Tháo dỡ năm 2011                        |
| Valley Forge                                        | CG-50                                   | Ingalls Shipbuilding                    | 14-4-1983                               | 23-6-1984                               | 18-1-1986                               | 30-8-2004                               |                                         | Mục tiêu thử nghiệm năm 2006            |
| Thomas S. Gates                                     | CG-51                                   | Bath Iron Works                         | 31-8-1984                               | 14-12-1985                              | 22-8-1987                               | 16-12-2005                              |                                         | Tháo dỡ năm 2017                        |
| Biến thể trang bị hệ thống phóng thẳng đứng Mark-41 |                                         |                                         |                                         |                                         |                                         |                                         |                                         |                                         |
| Bunker Hill                                         | CG-52                                   | Ingalls Shipbuilding                    | 11-1-1984                               | 11-3-1985                               | 20-9-1986                               | Dự tính năm 2023                        | San Diego, California                   | Đang hoạt động                          |
| Mobile Bay                                          | CG-53                                   | Ingalls Shipbuilding                    | 6-6-1984                                | 22-8-1985                               | 21-2-1987                               | Dự tính năm 2023                        | San Diego, California                   | Đang hoạt động                          |
| Antietam                                            | CG-54                                   | Ingalls Shipbuilding                    | 15-11-1984                              | 14-2-1986                               | 6-6-1987                                | Dự tính năm 2024                        | Yokosuka, Nhật Bản                      | Đang hoạt động                          |
| Leyte Gulf                                          | CG-55                                   | Ingalls Shipbuilding                    | 18-3-1985                               | 20-6-1986                               | 26-9-1987                               |                                         | Norfolk, Virginia                       | Đang hoạt động                          |
| San Jacinto                                         | CG-56                                   | Ingalls Shipbuilding                    | 24-7-1985                               | 14-11-1986                              | 23-1-1988                               | Dự tính năm 2022                        | Norfolk, Virginia                       | Đang hoạt động                          |
| Lake Champlain                                      | CG-57                                   | Ingalls Shipbuilding                    | 3-3-1986                                | 3-4-1987                                | 12-8-1988                               |                                         | San Diego, California                   | Đang hoạt động                          |
| Philippine Sea                                      | CG-58                                   | Bath Iron Works                         | 8-4-1986                                | 12-7-1987                               | 18-3-1989                               |                                         | Mayport, Florida                        | Đang hoạt động                          |
| Princeton                                           | CG-59                                   | Ingalls Shipbuilding                    | 15-10-1986                              | 2-10-1987                               | 11-2-1989                               |                                         | San Diego, California                   | Đang hoạt động                          |
| Normandy                                            | CG-60                                   | Bath Iron Works                         | 7-4-1987                                | 19-3-1988                               | 9-12-1989                               |                                         | Norfolk, Virginia                       | Đang hoạt động                          |
| Monterey                                            | CG-61                                   | Bath Iron Works                         | 19-8-1987                               | 23-10-1988                              | 16-6-1990                               | Dự tính năm 2022                        | Norfolk, Virginia                       | Đang hoạt động                          |
| Chancellorsville                                    | CG-62                                   | Ingalls Shipbuilding                    | 24-6-1987                               | 15-7-1988                               | 4-11-1989                               | Dự tính năm 2026                        | Yokosuka, Nhật Bản                      | Đang hoạt động                          |
| Cowpens                                             | CG-63                                   | Bath Iron Works                         | 23-12-1987                              | 11-3-1989                               | 9-3-1991                                |                                         | San Diego, California                   | Đang hoạt động                          |
| Gettysburg                                          | CG-64                                   | Bath Iron Works                         | 17-8-1988                               | 22-7-1989                               | 22-6-1991                               |                                         | Mayport, Florida                        | Đang hoạt động                          |
| Chosin                                              | CG-65                                   | Ingalls Shipbuilding                    | 22-7-1988                               | 1-9-1989                                | 12-1-1991                               |                                         | San Diego, California                   | Đang hoạt động                          |
| Hué City                                            | CG-66                                   | Ingalls Shipbuilding                    | 20-2-1989                               | 1-6-1990                                | 14-9-1991                               | Dự tính năm 2022                        | Mayport, Florida                        | Đang hoạt động                          |
| Shiloh                                              | CG-67                                   | Bath Iron Works                         | 1-8-1989                                | 8-9-1990                                | 18-7-1992                               | Dự tính năm 2024                        | Yokosuka, Nhật Bản                      | Đang hoạt động                          |
| Anzio                                               | CG-68                                   | Ingalls Shipbuilding                    | 21-8-1989                               | 2-11-1990                               | 2-5-1992                                | Dự tính năm 2022                        | Norfolk, Virginia                       | Đang hoạt động                          |
| Vicksburg (ex-Port Royal)                           | CG-69                                   | Ingalls Shipbuilding                    | 30-5-1990                               | 2-8-1991                                | 14-11-1992                              |                                         | Mayport, Florida                        | Đang hoạt động                          |
| Lake Erie                                           | CG-70                                   | Bath Iron Works                         | 6-3-1990                                | 13-7-1991                               | 10-5-1993                               |                                         | San Diego, California                   | Đang hoạt động                          |
| Cape St. George                                     | CG-71                                   | Ingalls Shipbuilding                    | 19-11-1990                              | 10-1-1992                               | 12-6-1993                               |                                         | San Diego, California                   | Đang hoạt động                          |
| Vella Gulf                                          | CG-72                                   | Ingalls Shipbuilding                    | 22-4-1991                               | 13-6-1992                               | 18-9-1993                               | Dự tính năm 2022                        | Norfolk, Virginia                       | Đang hoạt động                          |
| Port Royal                                          | CG-73                                   | Ingalls Shipbuilding                    | 18-10-1991                              | 20-11-1992                              | 4-7-1994                                | Dự tính năm 2022                        | Trân Châu Cảng, Hawaii                  | Đang hoạt động                          |